# كتك (مقاطعة ديواندرة)
كتك (بالفارسية: کتک) هي قرية تقع في قسم زرينه الريفي (مقاطعة ديواندرة) في إيران. يقدر عدد سكانها بـ 179 نسمة بحسب إحصاء 2016.